# Gyrtothripa semiplumbea
Gyrtothripa semiplumbea är en fjärilsart som beskrevs av W. Warren 1914. Gyrtothripa semiplumbea ingår i släktet Gyrtothripa och familjen trågspinnare. Inga underarter finns listade i Catalogue of Life.